# Tanabi
Tanabi es un municipio del noroeste de São Paulo, estado de Brasil. La población en 2003 era de 23.138 habitantes, mientras que la densidad poblacional era de 54.52/km². Su superficie es de 747.31 km² y está elevada 518 metros sobre el nivel del mar. El área en el que se emplaza este estado presenta numerosas granjas familiares así como pequeños bosques. El equipo deportivo de la ciudad es el Tanabi Esporte Clube. Tanabi tiene escuelas, escuelas superiores, iglesias, bancos, plazas y parques.